# Důvěrný protokol mezi Třetí říší a Slovenským státem
Důvěrný protokol o hospodářské a finanční spolupráci mezi Německou říší a Slovenským státem z roku 1939 byl tajný dodatek ke Smlouvě o ochranném vztahu mezi Německou říší a Slovenským státem, který deklaroval ekonomickou spolupráci Slovenského státu s Německou říší.  
Protokol byl podepsán v Berlíně dne 23. března 1939. Za Německou říši jej podepsal ministr zahraničí Joachim von Ribbentrop, za Slovenský stát předseda vlády Dr. Vojtěch Tuka a ministr zahraničních věcí Dr. Ferdinand Ďurčanský.
Spolupráce se týkala:
1. nárůstu a řízení slovenské zemědělské produkce s ohledem na export do Německa
2. rozvoje slovenského dřevařského průmyslu a lesnictví s ohledem na export do Německa
3. výzkumu, odkrývání a zhodnocování slovenského nerostného bohatství, které pokud by se nepoužilo na Slovensku, tak se mělo v první řadě dát k dispozici Německu. Výzkum nerostného bohatství se měl přenést na "Říšský úřad pro výzkum nerostného bohatství" (Reichstelle für Bodenforschung)
4. vývoje a řízení průmyslové výroby s ohledem na "životní zájmy" Němců a Slováků
5. vybudování dopravy a přepravy na Slovensku

Slovensko se zavázalo zřídit vlastní měnu ve spolupráci s německou Říšskou bankou (Deutsche Reichsbank), která do ředitelství Slovenské národní banky měla vyslat poradce (tzv. Beratera). Slovenská vláda zároveň měla přizvat německé poradce při sestavování a realizaci svého státního rozpočtu a bez jejich souhlasu nepřijímat žádné úvěry.
Obě vlády se zavázaly zahájit jednání o dohodách o řízení oběhu zboží a plateb. Tyto dohody se měly uzavírat na tom základě, že Německo odebere suroviny a za ně dodá hotové výrobky. Slovensko mohlo vést hospodářská jednání s ostatními státy až po uzavření dohod s Německem a poté mělo o těchto svých jednáních Německo průběžně informovat.
Z podpisu smlouvy existuje fotografie, která byla použita na obálce knihy „Tretia ríša“ a vznik Slovenského štátu  – Dokumenty I. (ISBN 978-80-89335-02-2).